# Aloe macrosiphon
Aloe macrosiphon é uma espécie de liliopsida do gênero Aloe, pertencente à família Asphodelaceae.